# Азелія-Парк (Флорида)
Азелія-Парк (англ. Azalea Park) — переписна місцевість (CDP) в США, в окрузі Орандж штату Флорида. Населення — 14 141 особа (2020).

## Географія
Азелія-Парк розташована за координатами 28°33′17″ пн. ш. 81°17′59″ зх. д. / 28.55472° пн. ш. 81.29972° зх. д. (28.554584, -81.299722).  За даними Бюро перепису населення США в 2010 році переписна місцевість мала площу 8,31 км², з яких 8,23 км² — суходіл та 0,08 км² — водойми.

## Демографія
Згідно з переписом 2010 року, у переписній місцевості мешкало 12 556 осіб у 4428 домогосподарствах у складі 3023 родин. Густота населення становила 1511 осіб/км².  Було 4948 помешкань (595/км²).
Расовий склад населення:
| - 67,4 % — білих - 10,3 % — чорних або афроамериканців - 3,7 % — азіатів - 0,4 % — корінних американців - 0,1 % — вихідців з тихоокеанських островів - 13,9 % — осіб інших рас |

До двох чи більше рас належало 4,2 %. Частка іспаномовних становила 59,0 % від усіх жителів.
За віковим діапазоном населення розподілялося таким чином: 24,8 % — особи молодші 18 років, 65,0 % — особи у віці 18—64 років, 10,2 % — особи у віці 65 років та старші. Медіана віку мешканця становила 32,9 року. На 100 осіб жіночої статі у переписній місцевості припадало 98,1 чоловіків;  на 100 жінок у віці від 18 років та старших — 96,3 чоловіків також старших 18 років.
Середній дохід на одне домашнє господарство  становив 44 151 долар США (медіана — 36 446), а середній дохід на одну сім'ю — 45 696 доларів (медіана — 38 733). Медіана доходів становила 32 037 доларів для чоловіків та 26 781 долар для жінок. За межею бідності перебувало 19,4 % осіб, у тому числі 29,6 % дітей у віці до 18 років та 12,0 % осіб у віці 65 років та старших.
Цивільне працевлаштоване населення становило 6106 осіб. Основні галузі зайнятості: роздрібна торгівля — 19,1 %, освіта, охорона здоров'я та соціальна допомога — 14,6 %, мистецтво, розваги та відпочинок — 13,8 %.